# سلطنة القازاق
سلطنة الكازاخ أو سلطنة القازاق تأسست في بداية القرن السابع عشر. في عهد الدولة الصفوية ، كانت جزءًا من إمارة قره باغ [الإنجليزية]. في عام 1605، بموجب مرسوم عباس الكبير، مُنح شمس الدين سلطان القازاق رتبة الخان.
كما حمل حكام سلطنة القازاق لقب السلطان مستخدمين الملكية كشكل من أشكال السلطة. ثلاث عشائر تولت السلطة في سلطنة القازاق في فترات زمنية مختلفة. كان الحكام الأوائل من "الكازاخلي" (أو "الغزاخلي")، والمعروفين فيما بعد باسم عشيرة شيخلينسكي.
خلال الفترة العثمانية، بلغ مجموع القرى التي خضعت لسيطرة سلطنة القازاق 256 قرية، بما في ذلك 205 قرية من سنجق قازاق المرتبط بمقاطعة تبليس و51 قرية من مقاطعة غنجه قره باغ.
في عام 1801، استولَت الإمبراطورية الروسية على سلطنة القازاق مع سلطنة بورشالي [الإنجليزية] وشامشاديل [الإنجليزية] وشوراغل [الإنجليزية]. وفي وقت لاحق أصبحت أراضي السلطنة جزءًا من الوحدة الإدارية في الإمبراطورية الروسية المسماة أويزد قازاق [الإنجليزية].

## السلاطين
- نزار خان
- شمس الدين خان
- ميرالبي
- سبحانفيردي خان
- باناخ آغا صلاحلي
- علي آغا صلاحلي
- مصطفى آغا عارف

## طالع أيضًا
- معاهدة جولستان
- معاهدة تركمانشاي
- جنوب القوقاز
- سلطنة شمشاديل [الإنجليزية]
- سلطنة شوراغل [الإنجليزية]
- خانات القوقاز
- جمهورية أذربيجان الديمقراطية